# Rostbürzel-Blattspäher
Der Rostbürzel-Blattspäher (Philydor erythrocercum, Syn.: Philydor fuscipennis) zählt innerhalb der Familie der Töpfervögel (Furnariidae) zur Gattung Philydor.
Die Art kommt in Bolivien, Brasilien, Ecuador, Französisch-Guayana, Guyana, Kolumbien, Peru und Suriname vor.
Das Verbreitungsgebiet umfasst tropischen oder subtropischen feuchten Tiefwald und Bergwald, bevorzugt Terra Firme, aber örtlich auch Várzea meist unterhalb von 1000 bis 1300, im immergrünen Bergwald der Anden auch bis 1650 m Höhe.
Das Artepitheton kommt von altgriechisch ἐρυθρός erythros, deutsch ‚rot‘ und altgriechisch κέρκος kérkos, deutsch ‚Schwanz‘.

## Merkmale
Die Art ist 14 bis 15 cm groß und wiegt zwischen 18 und 31 g und ist für einen Blattspäher ziemlich klein mit auffallend andersfarbigem Schwanz. Weitere Merkmale sind ein hervorgehobener schmaler Überaugenstreif, blassbrauner Augenring, dunkelbrauner Kopf mit ockerfarbener Strichelung der Ohrdecken. Scheitel, Rücken und Flügel sind dunkel olivbraun mit etwas dunkleren Handschwingen, die Schwanzoberseite ist hell kastanienbraun. Der Schwanz ist leicht gerundet, mit an der Basis verstärktem Schaft und abgerundeten Spitzen. Kehle und Bartstreif sind blass gelblich-braun; Brust und Bauch matt bräunlich mit etwas Olivgrün, Flanken und Schwanzunterseiten sind etwas dunkler, leicht dunkelbraun gefärbt. Die Iris ist braun bis dunkelbraun, der Schnabel schwärzlich bis bräunlich, der Unterkiefer blasser hornfarben. Die Beine sind graugrün bis gelblich-oliv. Die Geschlechter unterscheiden sich nicht. Beim Jungtier ist der Scheitel rotbrauner, die Unterseite weniger gelblich, Überaugen- und Bartstreif auffälliger.

## Geografische Variation
Es werden folgende Unterarten anerkannt:
- P. e. subfulvum P. L. Sclater, 1862 – Kolumbien, Ostecuador und Nordperu
- P. e. ochrogaster Hellmayr, 1917 – Peru bis Nordbolivien; wird von der Datenbank Avibase als eigenständige Art angesehen[6]
- P. e. lyra Cherrie, 1916 – Ostperu, Nordostbolivien und Brasilien südlich des Amazonas
- P. e. suboles Todd, 1948 – Südostkolumbien und Nordwestbrasilien
- P. e. erythrocercum (Pelzeln, 1859), Nominatform – Bergland von Guayana und Brasilien nördlich des Amazonas

## Stimme
Der Gesang wird als 3- bis 4-mal wiederholtes schrilles Pfeifen „chwuueee“ oder als leicht ansteigende, dann abfallende Folge von „chu, chee, chee, chéé, chu“ beschrieben.

## Lebensweise
Die Nahrung besteht aus Spinnen, Heuschrecken, Käfern, Schmetterlingen und Hautflüglern, die einzeln, gelegentlich als Paar, meist jedoch in gemischten Jagdgemeinschaften, oft zusammen mit dem Olivrücken-Blattspäher (Anabacerthia ruficaudata) bevorzugt in verwelkten Blättern gejagt werden, nicht so sehr gefallenes Laub am Boden, sondern eher im Dickicht, im Gewirr von Kletterpflanzen mit akrobatischen Kletterkünsten.
Die Brutzeit liegt in Französisch-Guayana in der Trockenzeit. Ein Nest wurde in einer tiefen Höhle in einem alten Baumstumpf gefunden, mit Holzfasern ausgelegt. Das Gelege besteht aus 2 Eiern.

## Gefährdungssituation
Der Bestand gilt als nicht gefährdet (Least Concern).